# Phebellia gagatea
Phebellia gagatea là một loài ruồi trong họ Tachinidae.